# Hirtaeschopalaea
Hirtaeschopalaea é um gênero de cerambicídeos, com distribuição na Ásia.

## Espécies
- Hirtaeschopalaea albolineata Pic, 1925
- Hirtaeschopalaea borneensis Breuning, 1963
- Hirtaeschopalaea celebensis Breuning, 1969
- Hirtaeschopalaea dorsana Holzschuh, 1999
- Hirtaeschopalaea fasciculata Breuning, 1938
- Hirtaeschopalaea nubila (Matsushita, 1933)
- Hirtaeschopalaea robusta Breuning, 1938